# Playa de La Concha (San Sebastián)
La playa de La Concha es una playa situada en la bahía de La Concha de la ciudad de San Sebastián (España). 
Ubicada al oeste de la desembocadura del río Urumea, separada del mismo por el monte Urgull y el centro de la ciudad y alojada en la bahía de la Concha, tiene una longitud media de 1350 m, una anchura media de 40 m y una superficie media de 54 000 m². 
Es una playa de sustrato arenoso y poca profundidad, en la que el recorrido de las mareas a menudo limita la superficie útil para el uso. Puede considerarse una playa de entorno urbano y uso masivo. Además, desde 2007 es uno de los 12 Tesoros de España.

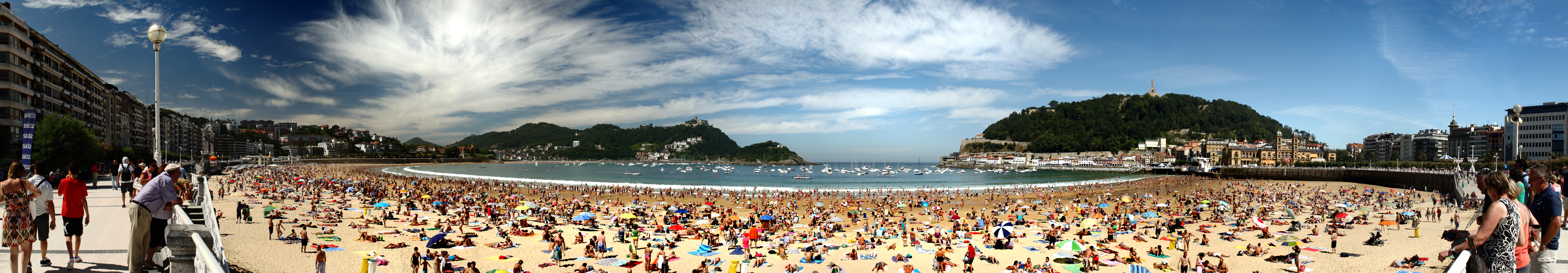
La Bahía de la Concha vista desde el paseo que mira a la playa.

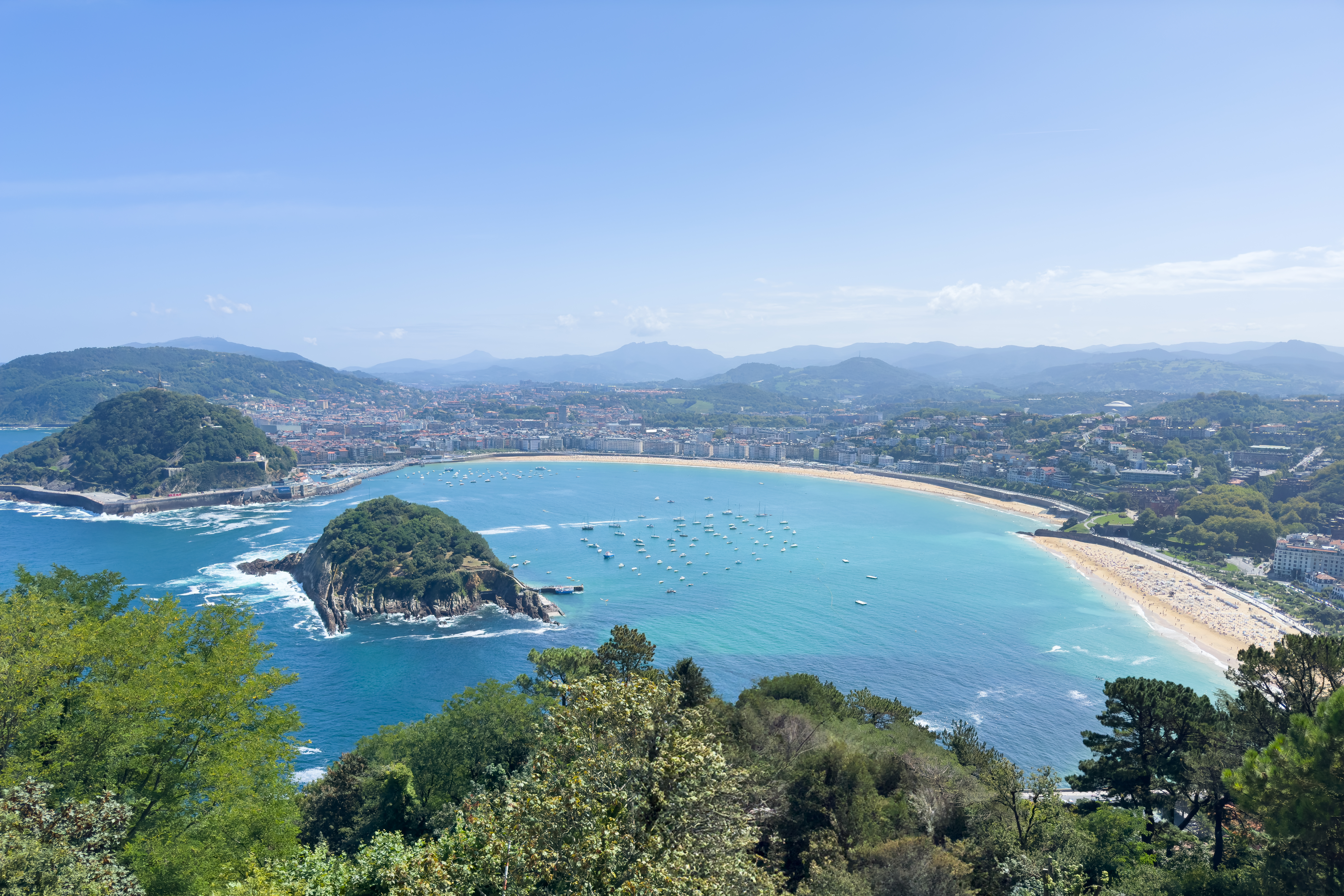
Vista de la playa de la Concha de San Sebastián desde el monte Igueldo. A la izquierda de la fotografía, se ve el monte Urgull y la isla de Santa Clara.

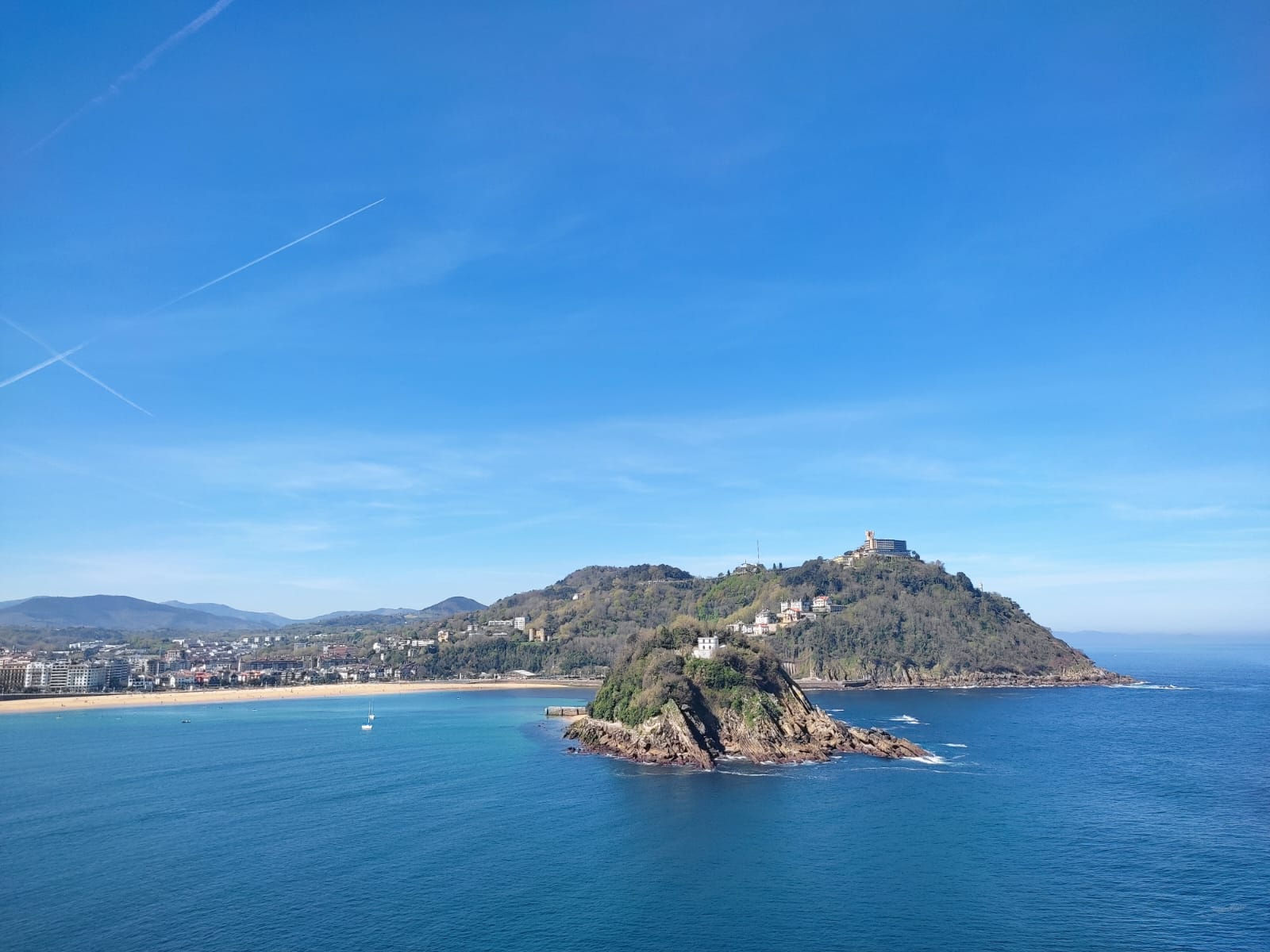
Vista de una parte de la playa y bahía de la Concha y de la Isla de Santa Clara en San Sebastián.